# 파리 경제 학교
파리 경제 학교(영어: Paris School of Economics ; 불어: École d'Économie de Paris)는 프랑스 파리에 위치한 경제 엘리트 학교이다. 경제 연구 실적으로 하버드, MIT, 시카고, 버클리 다음으로 세계 경제학교 5위를 차지하고 있으며 매년 세계 순위 5위에서 7위는 유지하고 있다. 유럽에서는 경제학교 순위 1위이다. 사회 과학 대학원, 고등 사범 학교 (Ecole Normale Superieure), 국립고등교량도로학교 (Ecole des Ponts ParisTech), 파리 1 팡테옹 소르본 대학원 등 여러 그랑제콜 학교와 파리 1이 합쳐서 설립되었다.
2012년에는 토마 피케티, 파리 경제 학교 교수가 쓴 21세기 자본이라는 책이 베스트셀러에 오르며 경제학에서 가장 큰 논란을 이르키기도 했다. 근본적으로 경제학에서 빈부에 대해 깊게 공부한 첫 서적이라 해도 과언이 아니다.
현재는 약 120 명의 연구자와 220 명의 석사/박사 과정 학생들이 파리 경제 학교에서 공부를 하고 있다.

## 캠퍼스
2017년에 새로운 캠퍼스가 설립됐다. 파리 경제 학교는 이 전까지는 여러 연구 센터로 위치에 있었다.

## 역사
- 1982: CERAS가 설립되었다.
- 1988: DELTA가 여러 그랑제콜의 합작으로 설립되었다. 그 중에는 ENS, LEA, INRA, EHESS, CERAS가 있다. (현 파리 경제 학교)
- 2005: 4개의 경제 센터가 현재의 파리 경제 센터를 설립하고, 그 기관을 Paris School of Economics라고 칭한다. 당시 이사는 토마 피케티였다.
- 2007: 3년동안의 수고를 한 토마 피케티는 다시 연구를 하기로 결심하고 이사자리에서 사직했다. 새로운 이사는 Francois Bourguignon, 전 Chief Economist at the World Bank[5]

## 교육
석/박사 과정을 지원하고 있다. 외국인 학생 비율은 40% 이상으로 프랑스 그랑제콜 중 비교적 높은 편이다. 모든 수업을 영어로 한다.
2015년까지 세가지 석사 프로그램으로 진행되어왔다. (APE, ETE and PPD). 현재는 네 가지 석사 프로그램을 지원한다. (APE, PPD, EDCBA, Economics & Psychology).

### 석사학위

#### Master APE: Analysis and Policy in Economics
2년 석사과정은 연구를 필수로 한다. 1년 반 동안은 최소 650 시간을 수료해야 하고, 남은 반개월 동안은 논문을 써야한다. APE 프로그램은 여러 그랑제콜과 합작으로 이루어지고 있다. 그중엔, ENS, ENSAE, ENPC, EHESS 등이 있다. 대부분의 유명한 프랑스 현대경제학자들이 해당 석사과정을 수료했다.

#### Master EDCBA: Economic Decision and Cost-Benefit Analysis
파리경제학교와 국립고등교량도로학교의 공동 프로그램으로서 Capstone 프로젝트와 6개월의 인턴쉽을 통해 경제와 금융 분야의 실무역량을 쌓는것에 중점을 두고 있다.

#### Master Economics and Psychology
파리경제학교의 지원하에 이루어지는 파리 1대학(뻥떼옹-쏘르본)과 파리 5대학(데카르트)의 공동 프로그램이다.

### 박사학위
박사학위는 평균 3년이 걸린다.

## 대학원순위
그랑제콜의 특성상 일반대학보다 규모가 작고, 대학원 과정만 수료하기 때문에 대학교 순위를 비교 하는 건 무의미 하다. 파리 경제 대학이 포함된 대학 순위는 RESPEC 밖에 없다. 이곳에선 경제학 논문의 점수로 학교의 랭킹을 정하며 파리 경제 학교는 세계 경제학교 순위에서 5위에서 7위 사이를 유지중이다. 프랑스와 유럽에선 1위이다. 프랑스에서 노벨상 수상자인 졍 티롤 (Jean Tirole)이 총장인 툴루즈 경제 대학교와 함께 최상위 경제 연구학교이다.

## 입학 방법
거의 모든 학생이 석사로 입학한다. 석사에서 우수한 성적을 거두면 박사학위로 입학할 수 있다. 입학률이 그랑제꼴 학생 중 10-20% 정도로 굉장히 까다로운 것으로 알려져 있으며 소수 정예의 우수한 학생들만 선발한다.

## 동문
- Esther Duflo MIT (노벨 경제학상 공동수상자)
- Gilles Duranton (펜실베니아)
- Emmanuel Farhi 하버드
- Xavier Gabai 하버드
- Pierre-Olivier Gourinchas (University of California, Berkeley)
- Thierry Magnac (Toulouse School of Economics)
- Thomas Philippon (New York University)
- Thomas Piketty (Paris School of Economics)
- Helene Rey (London Business School)
- Patrick Rey [Toulouse School of Economics]
- Emmanuel Saez (University of California, Berkeley)
- Benoît Cœuré (European Central Bank)